# Liste des matchs de l'équipe du Bangladesh de football par adversaire
Cette liste présente les matchs de l'équipe du Bangladesh de football par adversaire rencontré. Lorsqu'une rivalité footballistique particulière existe entre le Bangladesh et un autre pays, une page spécifique est parfois proposée.
- Haut – A
- B
- C
- D
- E
- F
- G
- H
- I
- J
- K
- L
- M
- N
- O
- P
- Q
- R
- S
- T
- U
- V
- W
- X
- Y
- Z

| Sommaire                   |
| Algérie • Cambodge • Japon |

## A

### Algérie
Confrontations entre le Bangladesh et l'Algérie :
| Date              | Lieu         | Match                | Score | Compétition |
| 20 septembre 1983 | Kuala Lumpur | Bangladesh - Algérie | 0-1   | amical      |

#### Bilan
- Total de matchs disputés : 1
- Victoires de l'équipe du Bangladesh : 0
- Victoires de l'équipe d'Algérie : 1
- Match nul : 0

## B

### Bhoutan

#### Confrontations
Confrontations entre le Bangladesh et le Bhoutan :
|    | Date              | Lieu               | Match                | Score | Compétition                                                   |
| -- | ----------------- | ------------------ | -------------------- | ----- | ------------------------------------------------------------- |
| 1  | 18 septembre 1984 | Katmandou          | Bangladesh - Bhoutan | 2-0   | Jeux sud-asiatiques de 1984                                   |
| 2  | 22 novembre 1987  | Calcutta           | Bangladesh - Bhoutan | 3-0   | Jeux sud-asiatiques de 1987 (gr. B)                           |
| 3  | 15 janvier 2003   | Dacca              | Bangladesh - Bhoutan | 3-0   | Coupe d'Asie du Sud de football 2003 (gr. B)                  |
| 4  | 8 décembre 2005   | Karachi            | Bangladesh - Bhoutan | 3-0   | Coupe d'Asie du Sud de football 2005 (gr. B)                  |
| 5  | 4 juin 2008       | Colombo            | Bangladesh - Bhoutan | 1-1   | Coupe d'Asie du Sud de football 2008 (gr. B)                  |
| 6  | 4 décembre 2009   | Dacca              | Bangladesh - Bhoutan | 4-1   | Coupe d'Asie du Sud de football 2009 (gr. B)                  |
| 7  | 28 décembre 2015  | Thiruvananthapuram | Bhoutan - Bangladesh | 0-3   | Championnat d'Asie du Sud de football 2015 (gr. B)            |
| 8  | 6 septembre 2016  | Dacca              | Bangladesh - Bhoutan | 0-0   | Éliminatoires de la Coupe d'Asie des nations de football 2019 |
| 9  | 10 septembre 2016 | Thimphou           | Bhoutan - Bangladesh | 3-1   | Éliminatoires de la Coupe d'Asie des nations de football 2019 |
| 10 | 4 septembre 2018  | Dacca              | Bangladesh - Bhoutan | 2-0   | Championnat d'Asie du Sud de football 2018 (gr. A)            |
| 11 | 29 septembre 2019 | Dacca              | Bangladesh - Bhoutan | 4-1   | Match amical                                                  |
| 12 | 3 octobre 2019    | Dacca              | Bangladesh - Bhoutan | 2-0   | Match amical                                                  |

#### Bilan
Au 22 novembre 2019 :
- Total de matchs disputés : 12
- Victoires du Bangladesh : 9
- Match nul : 2
- Victoires du Bhoutan : 1
- Total de buts marqués par le Bangladesh : 28
- Total de buts marqués par le Bhoutan : 6

## C

### Cambodge
Confrontations entre le Bangladesh et le Cambodge :
| Date           | Lieu      | Match                 | Score | Compétition  |
| 1er avril 2006 | Dacca     | Bangladesh - Cambodge | 2-1   | Match amical |
| 22 août 2007   | New Delhi | Cambodge - Bangladesh | 1-1   | Match amical |
| 26 avril 2009  | Dacca     | Bangladesh - Cambodge | 1-0   | Match amical |

Bilan
Total de matchs disputés : 3
- Victoires de l'équipe du Bangladesh : 2
- Match nul : 1
- Victoire de l'équipe du Cambodge : 0

## E

### Émirats arabes unis

#### Confrontations
Confrontations entre les Émirats arabes unis et le Bangladesh :
|   | Date             | Lieu      | Match                            | Score | Compétition                                                      |
| - | ---------------- | --------- | -------------------------------- | ----- | ---------------------------------------------------------------- |
| 1 | 21 juin 1988     | Abou Dabi | Émirats arabes unis - Bangladesh | 4-0   | Tour préliminaire à la Coupe d'Asie des nations 1988 (gr. 1)     |
| 2 | 15 avril 1993    | Tokyo     | Émirats arabes unis - Bangladesh | 1-0   | Tours préliminaires à la Coupe du monde 1994 (zone Asie - gr. F) |
| 3 | 3 mai 1993       | Dubaï     | Émirats arabes unis - Bangladesh | 7-0   | Tours préliminaires à la Coupe du monde 1994 (zone Asie - gr. F) |
| 4 | 23 novembre 1999 | Abou Dabi | Émirats arabes unis - Bangladesh | 3-0   | Tour préliminaire à la Coupe d'Asie des nations 2000 (gr. 3)     |
| 5 | 18 mars 2016     | Abou Dabi | Émirats arabes unis - Bangladesh | 6-1   | Match amical                                                     |

#### Bilan
Au 3 avril 2019 :
- Total de matchs disputés : 5
- Victoires des Émirats arabes unis : 5
- Matchs nuls : 0
- Victoires du Bangladesh : 0
- Total de buts marqués par les Émirats arabes unis : 21
- Total de buts marqués par le Bangladesh : 1

## J

### Japon
Confrontations entre le Bangladesh et le Japon :
| Date              | Lieu         | Match              | Score | Compétition                                                      |
| 4 août 1975       | Kuala Lumpur | Japon - Bangladesh | 3-0   | Match amical                                                     |
| 28 septembre 1986 | Daejeon      | Japon - Bangladesh | 4-0   | Match amical                                                     |
| 26 septembre 1990 | Pékin        | Japon - Bangladesh | 3-0   | Match amical                                                     |
| 11 avril 1993     | Tokyo        | Japon - Bangladesh | 8-0   | Qualifications pour la Coupe du monde 1994 - 1er tour (Groupe F) |
| 30 avril 1993     | Dubaï        | Bangladesh - Japon | 1-4   | Qualifications pour la Coupe du monde 1994 - 1er tour (Groupe F) |

Bilan
Total de matchs disputés : 5
- Victoires de l'équipe du Japon : 5
- Match nul : 0
- Victoire de l'équipe du Bangladesh : 0

## K

### Kirghizistan

#### Confrontations
Confrontations entre le Bangladesh et le Kirghizistan :
|   | Date            | Lieu    | Match                     | Score | Compétition                                                   |
| - | --------------- | ------- | ------------------------- | ----- | ------------------------------------------------------------- |
| 1 | 24 août 2007    | Delhi   | Bangladesh - Kirghizistan | 0-3   | Coupe Nehru 2007 (1er tour)                                   |
| 2 | 9 mai 2008      | Bichkek | Kirghizistan - Bangladesh | 2-1   | AFC Challenge Cup 2008 (gr. C)                                |
| 3 | 11 juin 2015    | Dacca   | Bangladesh - Kirghizistan | 1-3   | Éliminatoires de la Coupe d'Asie des nations de football 2019 |
| 4 | 13 octobre 2015 | Bichkek | Kirghizistan - Bangladesh | 2-0   | Éliminatoires de la Coupe d'Asie des nations de football 2019 |

#### Bilan
Au 3 avril 2019 :
- Total de matchs disputés : 4
- Victoires du Bangladesh : 0
- Match nul : 0
- Victoires du Kirghizistan : 4
- Total de buts marqués par le Bangladesh : 2
- Total de buts marqués par le Kirghizistan : 10

## M

### Macao

#### Confrontations
Confrontations entre Macao et le Bangladesh :
|   | Date          | Lieu  | Match              | Score | Compétition                                    |
| - | ------------- | ----- | ------------------ | ----- | ---------------------------------------------- |
| 1 | 30 avril 2009 | Dacca | Bangladesh - Macao | 2-0   | AFC Challenge Cup 2010 (qualification - gr. A) |

#### Bilan
Au 9 avril 2019 :
- Total de matchs disputés : 1
- Victoires de Macao : 0
- Matchs nuls : 0
- Victoires du Bangladesh : 1
- Total de buts marqués par Macao : 0
- Total de buts marqués par le Bangladesh : 3

### Maldives

#### Confrontations
Confrontations entre les Maldives et le Bangladesh :
|    | Date               | Lieu               | Match                 | Score           | Compétition                            |
| -- | ------------------ | ------------------ | --------------------- | --------------- | -------------------------------------- |
| 1  | 19 septembre 1984  | Katmandou          | Bangladesh - Maldives | 5-0             | Jeux sud-asiatiques de 1984            |
| 2  | 23 décembre 1985   | Dacca              | Bangladesh - Maldives | 8-0             | Jeux sud-asiatiques de 1985 (gr. A)    |
| 3  | 20 décembre 1993   | Dacca              | Bangladesh - Maldives | 0-0             | Jeux sud-asiatiques de 1993 (gr. A)    |
| 4  | 21 décembre 1995   | Madras             | Bangladesh - Maldives | 0-0             | Jeux sud-asiatiques de 1995 (gr. B)    |
| 5  | 5 septembre 1997   | Katmandou          | Maldives - Bangladesh | 1-1             | Coupe d'Asie du Sud 1997 (gr. B)       |
| 6  | 27 septembre 1999  | Katmandou          | Bangladesh - Maldives | 1-2             | Jeux sud-asiatiques de 1999 (gr. A)    |
| 7  | 4 mai 2000         | Malé               | Maldives - Bangladesh | 1-1             | Match amical                           |
| 8  | 13 janvier 2003    | Dacca              | Bangladesh - Maldives | 1-0             | Coupe d'Asie du Sud 2003 (gr. B)       |
| 9  | 20 janvier 2003    | Dacca              | Bangladesh - Maldives | 1-1 (tab : 5-3) | Coupe d'Asie du Sud 2003 (finale)      |
| 10 | 6 décembre 2011    | Delhi              | Maldives - Bangladesh | 3-1             | Championnat d'Asie du Sud 2011 (gr. B) |
| 11 | 26 décembre 2015   | Thiruvananthapuram | Bangladesh - Maldives | 1-3             | Championnat d'Asie du Sud 2015 (gr. B) |
| 12 | 1er septembre 2016 | Malé               | Maldives - Bangladesh | 5-0             | Match amical                           |

#### Bilan
Au 6 avril 2019 :
- Total de matchs disputés : 12
- Victoires des Maldives : 4
- Matchs nuls : 5
- Victoires du Bangladesh : 3
- Total de buts marqués par les Maldives : 16
- Total de buts marqués par le Bangladesh : 20